# Otinotus joveri
Otinotus joveri är en insektsart som beskrevs av Capener 1953. Otinotus joveri ingår i släktet Otinotus och familjen hornstritar. Inga underarter finns listade i Catalogue of Life.